# ایوان صدر

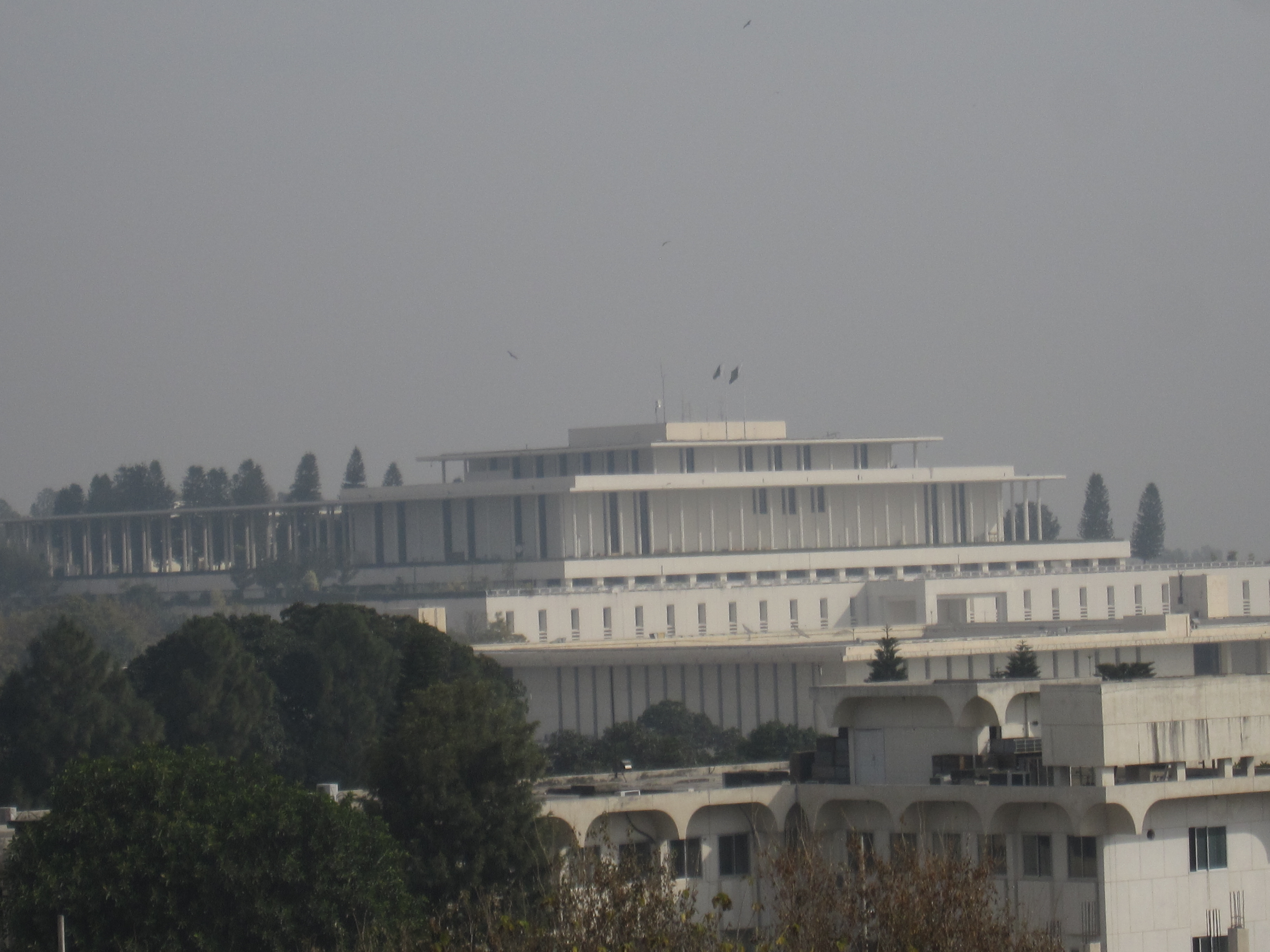
ایوان صدر

ایوان صدر یا کاخ ریاست جمهوری پاکستان ،کاخی در اسلام آباد است که اقامتگاه رسمی رئیس جمهور پاکستان می باشد.اولین رئیس جمهور پاکستان که در این کاخ سکونت گزید غلام اسحاق خان بود این مجموعه در سال ۱۹۷۰ ساختش کلید خورد و در سال ۱۹۸۱ تکمیل و بهره برداری شد.
ریاست جمهوری کنونی پاکستان آصف‌علی زرداری هم اکنون در این کاخ مستقر است.